# 閃亂忍忍忍者大戰戰機少女 -少女們的響艷-
《閃亂忍忍忍者大戰戰機少女 -少女們的響艷-》是Acquire開發的一款電子遊戲，為《閃亂神樂》系列與《戰機少女》系列的聯動作品，於2021年9月16日發售於PlayStation 4。任天堂Switch版本於2022年3月17日發售。傑仕登於2022年5月19日，在亞洲推出繁體中文版。

## 登場人物

### 波戶國
妮普禔努／紫靈心（Neptune／Purple Heart，聲：田中理惠）
諾娃／黑靈心（Noire／Black Heart，聲：今井麻美）
布蘭／白靈心（Blanc／White Heart，聲：阿澄佳奈）
貝兒／綠靈心（Vert／Green Heart，聲：佐藤利奈）
愛耶芙（IF，聲：植田佳奈）
孔帕（Compa，聲：酒井香奈）
伊絲特媧兒（Histoire，聲：金井美香）

### 磨愛邊國
飛鳥（聲：原田瞳）
焰（聲：喜多村英梨）
雪泉（聲：原由實）
雅緋（聲：平田宏美）

### 武威國／神祕忍者
柚希（聲：伊藤美來）
鴉之業（聲：行成桃姬）
亞露公主（聲：木野日菜）

### 蒸汽軍團
楊完迦（Yoh Gamer，聲：齋藤千和）
鐵子（聲：和氣杏未）
妖壺太夫（聲：小島英樹）
史鐵魔克斯（Steamax，聲：會一太郎）
亞菲摩賈斯（Affimojas，聲：上別府仁資）

## 主題曲
OP主題曲『起舞歌唱少女自強』
作詞：Cocoro、佐藤厚仁；作曲、編曲：佐藤厚仁；主唱：亞咲花
ED主題曲『SING・LA・BANG・SHOW!』
作詞：Ameno Donguri；作曲：徐賢真；編曲：久下真音；主唱：Iketeruhearts

## 外部連結
- 官方网站：日文、中文